# Ugo Speroni
Ugo Speroni (Piacenza, XII secolo – ...) è stato un giudice italiano che partecipò attivamente alla vita politica della sua città e che è noto per l'elaborazione di un originale pensiero religioso attorno al quale si formò un gruppo di seguaci menzionato nelle liste ereticali della prima metà del XIII secolo.

## Biografia
Ugo Speroni proveniva da una famiglia eminente della società urbana piacentina dedita ai prestiti ai commerci e che risiedeva nei pressi di Porta Milanese. Dopo aver studiato diritto, non si è certi se all’università di Bologna o in un’altra scuola minore, si dedicò agli affari di famiglia e tra il 1165 e il 1171 operò in qualità di membro del collegio consolare. Lo Speroni agì negli anni del conflitto che vide contrapporsi i comuni lombardi all’imperatore Federico I: in particolare, nel 1183 ottenne dal Barbarossa il diritto di riscuotere, a nome del comune, i pedaggi sul ponte e sul Po a seguito di una controversia con il monastero bresciano di Santa Giulia. Inoltre, rappresentò il comune nelle trattative che precedettero la resa della città e fu tra gli esponenti del ceto dirigente cittadino consegnati a turno all’imperatore. La famiglia degli Speroni cooperò con gli oppositori dell’imperatore quando Piacenza entrò a far parte della Lega lombarda nel 1167.

## Il pensiero religioso
Ugo Speroni era un uomo dotato di una buona formazione biblica e teologica ed è conosciuto per aver elaborato un originale pensiero religioso che ci è noto solo attraverso la confutazione fattane dal suo compagno di studi Vacario nel Liber contra multiplices et varios errore. Il Liber, che si presenta sotto forma di lettera, rappresenta la risposta a uno scritto nel quale lo Speroni aveva esposto a Vacario le sue considerazioni in materia teologica. Alla luce degli argomenti coi quali maestro Vacario le confutò, le riflessioni dello Speroni furono ampie e andarono a toccare diversi temi fondamentali della dottrina cattolica come il sacerdozio, la grazia e la predestinazione, il battesimo e la circoncisione, l’eucaristia, la giustizia interiore e il sacramento dell’ordine, le opere e i mezzi di giustificazione. Lo Speroni promosse una religiosità interiorizzata, accentuò la dimensione della grazia divina e della predestinazione: egli sosteneva che la comunione con Dio si compiva attraverso un’interiore santificazione basata sugli indecifrabili disegni divini. Inoltre, perseguendo la volontà di eliminare ogni irrazionalità attribuita al messaggio cristiano, non lasciava spazio né alle opere buone, né ad ascetismi e nemmeno alla partizione gerarchica della chiesa: egli, infatti, paragonò la divisione tra chierici e laici a quella di padroni e schiavi.

## Gli Speronisti
Allo Speroni Salvo Burci attribuì l’origine di un gruppo ereticale, quello degli speronisti che, sulla base del suo trattato risalente al 1235, si formò attorno al 1185 (nella Ad Abolendam del 1184 esso non figurava tra le altre eresie condannate da papa Lucio III).

Indagando circa la genesi di questo gruppo scrisse:
«Speronus fuit caput Speronorum, et hoc est circa quinquaginta annos»
e affiancò questa esperienza ad altre sette di eretici che presero vita in quegli stessi anni come i catari, i poveri di Lione e i poveri lombardi:
«O Pauperes Leoniste et Pauperes lombardi, et vos, Speroniste».
Non si conosce la durata dell’eresia speronista: anche se il loro nome compare nelle liste ereticali emanate dall’imperatore Federico II, è dubbio sostenere che la loro vicenda si sia perpetuata a lungo, tesi avvalorata dal fatto che nel 1250 in un trattato antiereticale redatto dal frate inquisitore Raniero da Piacenza, né il nome di Ugo Speroni, né quello degli speronisti venne menzionato. Limitata fu anche la diffusione geografica in quanto probabilmente il gruppo agì solo nel territorio lombardo.
A partire dalle fonti di cui si dispone, infatti, non è dato sapere se lo Speroni si fosse dedicato alla predicazione o se lo avesse fatto qualche suo seguace. Attraverso un’anonima summa antiereticale, risalente ai primi decenni del XIII secolo, viene reso noto che gli speronisti si sposavano e continuavano a possedere i propri beni, a differenza di altri gruppi religiosi che scelsero di perseguire forme di vita pauperistico-evangeliche, come i Valdesi. Quello degli speronisti fu un impegno che non prevedeva l’attuazione di un comportamento di tipo missionario o apostolico, ma gli studiosi hanno sottolineato come il pensiero dello Speroni si fondasse su un’interpretazione delle Sacre Scritture resa possibile dall’uso della ragione e della propria intelligenza e a causa di ciò fu giudicato come eretico.